# Хвостов Михайло Михайлович
Михайло Михайлович Хвостов (біл. Міхаіл Міхайлавіч Хвастоў, * 27 червня 1949, с. Козловщина, Поставський район Вітебська область, Білоруська РСР, СРСР) — білоруський державний діяч і дипломат, Міністр закордонних справ Білорусі (2000–2003).

## Біографія
Народився 27 червня 1949 року в селі Козловщина Поставського району Вітебської області. У 1975 році закінчив Мінський державний педагогічний інститут іноземних мов, Білоруський державний університет (1989) — перекладач-референт французької і англійської мов, юрист.
З 1975 по 1982 — консультант, старший консультант Торгово-промислової палати БРСР.
З 1982 по 1991 — 3-й, 2-й секретар, заступник начальника відділу МЗС БРСР.
З 1991 по 1992 — 1-й секретар Постійного представництва Білорусі при ООН.
З 1992 по 1993 — 1-й секретар посольства Білорусі в США.
З 1993 по 1994 — начальник відділу, начальник управління МЗС Білорусі.
З 1994 по 1997 — заступник міністра закордонних справ Білорусі.
З 1997 по 2000 — Надзвичайний і Повноважний Посол Білорусі в Канаді, постійний представник Білорусі при Міжнародній організації цивільної авіації.
У 2000 — помічник Президента Білорусі Олександра Лукашенка.
З 2000 по 2001 — заступник Прем'єр-міністра Білорусі — Міністр закордонних справ Білорусі.
З 2001 по 2003 — Міністр закордонних справ Республіки Білорусь.
З 2003 по 2009 — Надзвичайний і Повноважний Посол Білорусі в США, в Мексиці за сумісництвом.
З 2009 по 2015 — постійний представник Білорусі при відділеннях ООН та інших міжнародних організаціях в Женеві.